# تاجيا
تاجيا (/ˈtiːdʒiə/; (باليونانية: Τεγέα)‏) كانت مستوطنة في أركاديا القديمة، وهي أيضا بلدية سابقة في أركاديا، البيلوبونيز، اليونان. منذ إصلاح الحكومة المحلية في عام 2011، فهي جزء من بلدية تريبولي، وهي وحدة بلدية.  تبلغ مساحة الوحدة البلدية 118.350 كم2. كان مركزها قرية ستاديو.
كان مؤسس تاجيا في عصور ما قبل التاريخ هو تاجيتيس (Tegeates)، وهو ابن ليكاون (Lycaon (Arcadia)).[بحاجة لمصدر]

## روابط خارجية
- Perseus site: Tegea Photo gallery of archaeologuical sites and bibliography.
- (Roy George), Temple of Athena Alea at Tegea
- GTP – Ancient Tegea
- GTP – Municipality of Tegea
- GTP – Alea, the present name of Tegea
- Tegea – black-and-white photo essay of the site and related artifacts
- Tegean Ancient Army – a brief peer-reviewed essay discussing the army of the ancient Tegea